# جیجاق بوته‌ای وودهاوس
جیجاق بوته‌ای وودهاوس (نام علمی: Aphelocoma woodhouseii) گونه‌ای جیجاق بوته‌ای بومی غرب آمریکای شمالی است که در جنوب شرقی اورگن و جنوب آیداهو تا مرکز مکزیک یافت می‌شود. جیجاق بوته‌ای وودهاوس تا همین اواخر همان گونه جیجاق بوته‌ای کالیفرنیایی در نظر گرفته می‌شد و مجموعاً جیجاق بوته‌ای غربی نامیده می‌شد. پیش از آن، هر دوی آن‌ها نیز گونه‌های یکسان جیجاق بوته‌ای جزیره‌ای در نظر گرفته می‌شدند. سپس، این آرایه به‌سادگی جیجاق بوته‌ای نامیده شد. جیجاق بوته‌ای وودهاوس غیرمهاجر است و در مناطق شهری یافت می‌شود، جایی که رام می‌شود و به تغذیه پرندگان می‌رسد. در حالی که بسیاری از جیجاق‌ها به عنوان «جیجاق آبی» یاد می‌کنند، جیجاق آبی کاملاً گونه‌ای متفاوت از پرندگان است. جیجاق بوته‌ای وودهاوس به نام طبیعت‌شناس و کاشف آمریکایی ساموئل واشینگتن وودهاوس نام‌گذاری شده است.